# Грабен (Вена)

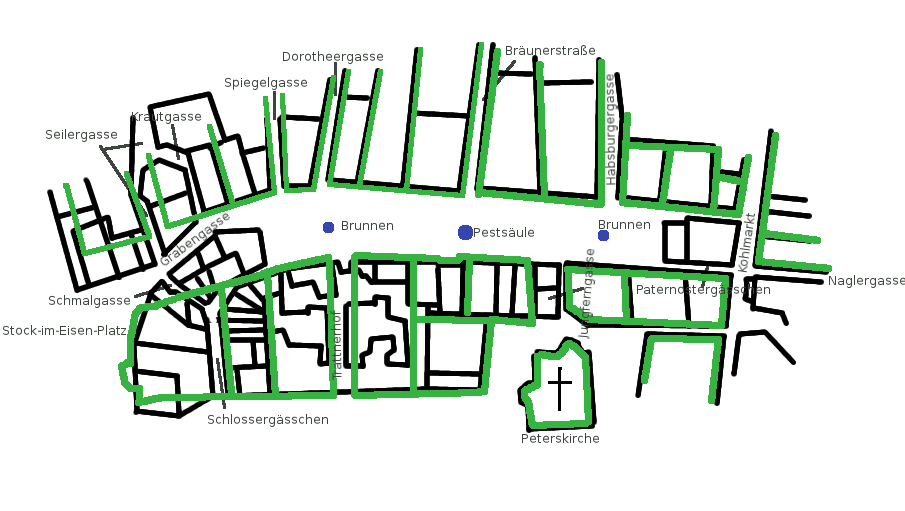
Здания на Грабене до (чёрный цвет) и после (зелёный) «регулирования»

Гра́бен (нем. Graben — «ров») — одна из наиболее известных улиц Вены. Расположена во Внутреннем Городе, начинается от площади Шток-им-Айзен, являющейся продолжением Штефансплац, и заканчивается в месте, где она разделяет находящиеся на одной линии Кольмаркт и улицу Тухлаубен. Грабен ведёт от собора Святого Стефана к императорской резиденции Хофбургу (через Кольмаркт). С XVII века считалась самой элегантной и самой дорогой улицей Вены. Грабен скорее напоминает вытянутую площадь, украшенную двумя фонтанами — Йозефа и Леопольда. Более того, на Грабене исторически сложилась нумерация домов как на площади, по часовой стрелке по периметру улицы.
В центре улицы располагается чумная колонна (иначе колонна Святой Троицы), построенная в 1682—1692 годах архитектором Маттиасом Раухмюллером в ознаменование избавления Вены от эпидемии.
Улица была проложена на месте древнеримского оборонительного рва, проходившего вдоль крепостных стен на юго-западной границе города. Давший название улице ров был засыпан землёй в XIII веке при расширении границ города. До середины XVII века на улице шла торговля фруктами, овощами, мукой и другими продовольственными товарами. Кроме того, Грабен часто использовался для проведения церковных шествий.
До 1840-х годов Грабен действительно представлял собой площадь, ограниченную со всех сторон жилыми кварталами. Но затем сначала были разобраны здания, стоявшие на северо-западной стороне площади и отделявшие Грабен от Кольмаркта, а в 1860-х годах за ними последовал квартал с восточной стороны, и Грабен получил выход на Шток-им-Айзен-Плац. В целом, в XIX веке бо́льшая часть зданий на Грабене была перестроена и улица приобрела, с некоторыми исключениями, современный вид. Процесс перестройки получил название «регулирование Грабена» (Die Regulierung des Grabens).
Пешеходная зона на улице была устроена в 1970-х годах. На улице находится большое число магазинов и кафе, в том числе трёхэтажный гастроном Julius Meinl (дом 19, в северо-западном торце Грабена, частично выходит на Кольмаркт). C 1825 года в доме 21 (перестроен в 1839 году) находится штаб-квартира Erste Bank.